# Sempad de Armenia
Sempad (en armenio: Սմբատ; 1277-c. 1310) fue soberano del Reino armenio de Cilicia, gobernando desde 1296 hasta 1298. Era hijo de León II de Armenia y Keran de Lampron y pertenecía a la dinastía hetumiana.
Sempad tomó el trono con la ayuda de su hermano Constantino mientras sus hermanos Haitón II y Teodoro estaban en Constantinopla. En 1297, en un viaje a la corte de Ghazan, Sempad logró recibir el reconocimiento de su posición como rey del gobernante mongol de Persia, que era necesario para legitimar su usurpación. También recibió una novia del kan mongol para formar una alianza matrimonial, quizás un pariente del propio kan.
Al regreso de sus hermanos, Sempad había cegado a Haitón por cauterización y ambos hermanos fueron encarcelados en Partzerpert. Teodoro fue asesinado allí por orden de Sempad en 1298, pero Constantino lo traicionó y ayudó a Haitón a derrocarlo, asumiendo el trono mientras la ceguera de Haitón se curaba. Sempad nuevamente conspiró con Constantino para volver a ocupar el trono poco después de la restauración de Haitón, y ambos fueron encarcelados por el resto de sus vidas.